# جامعة ولاية أريزونا
جامعة ولاية أريزونا (بالإنجليزية: Arizona State University)‏ هي جامعة أمريكية تقع في ولاية أريزونا في مدينة تمبي، وتشمل الجامعة 14 كلية ويدرس فيها ما يقارب 67 ألف طالب للبكلوريوس و16 ألف طالب للدراسات العليا.
تتميز الجامعة بأنها جامعة بحثية، وحاصلة على تصنيف مرفع في بعض التصنيفات الجامعية للبحوث العلمية حيث حصلت على الترتيب 78 على مستوى العالم لعام 2013 وعام 2014 في تصنيف Academic Ranking of World Universities.

## تاريخ الجامعة
اُفْتُتحت الجامعة عام 1885 وقد تم توالي ما يقارب 9 أسماء على الجامعة وكانت آخر تسمية بالاسم الحالي عام 1945.

## مدينة الجامعة
تقع الجامعة في مدينة تمبي في ولاية أريزونا جنوب الولايات المتحدة، يعد طقس المدينة شديد الحرارة في الصيف وشديد البرودة في الشتاء، وتعتبر المدينة آمنة ومستواها المعيشي متوسط، كما أن المدينة تقع بين مدن متجمعة أكبرها فينيكس ويسكن هذه المدن حوالي 6 ملايين نسمة.

## إحصائيات
يبلغ عدد طلاب الجامعة 50,246 طالب، منهم 15,794 طالب دراسات عليا.

## معرض صور

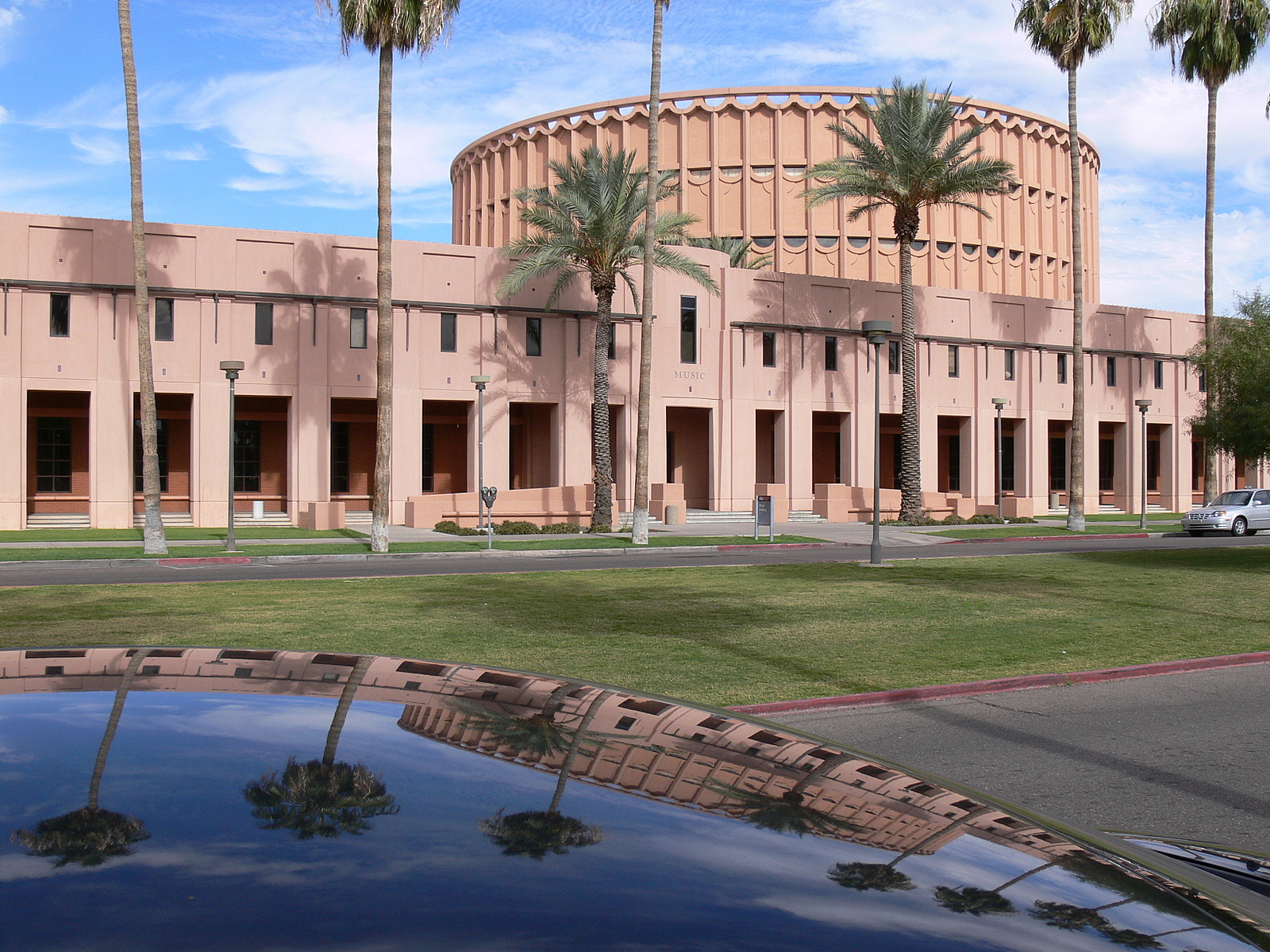
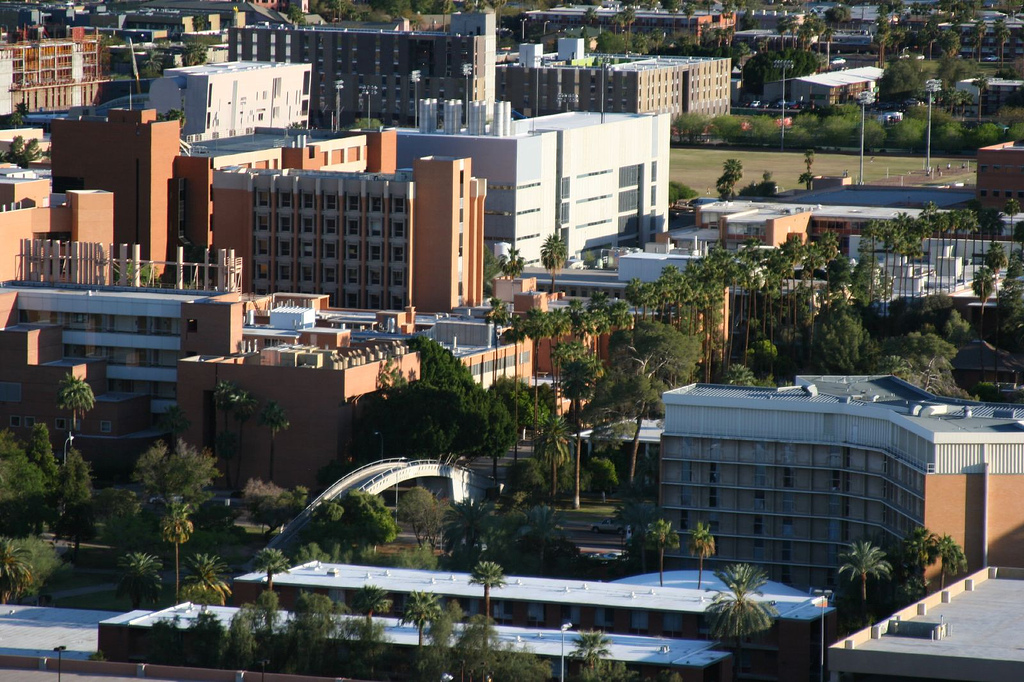
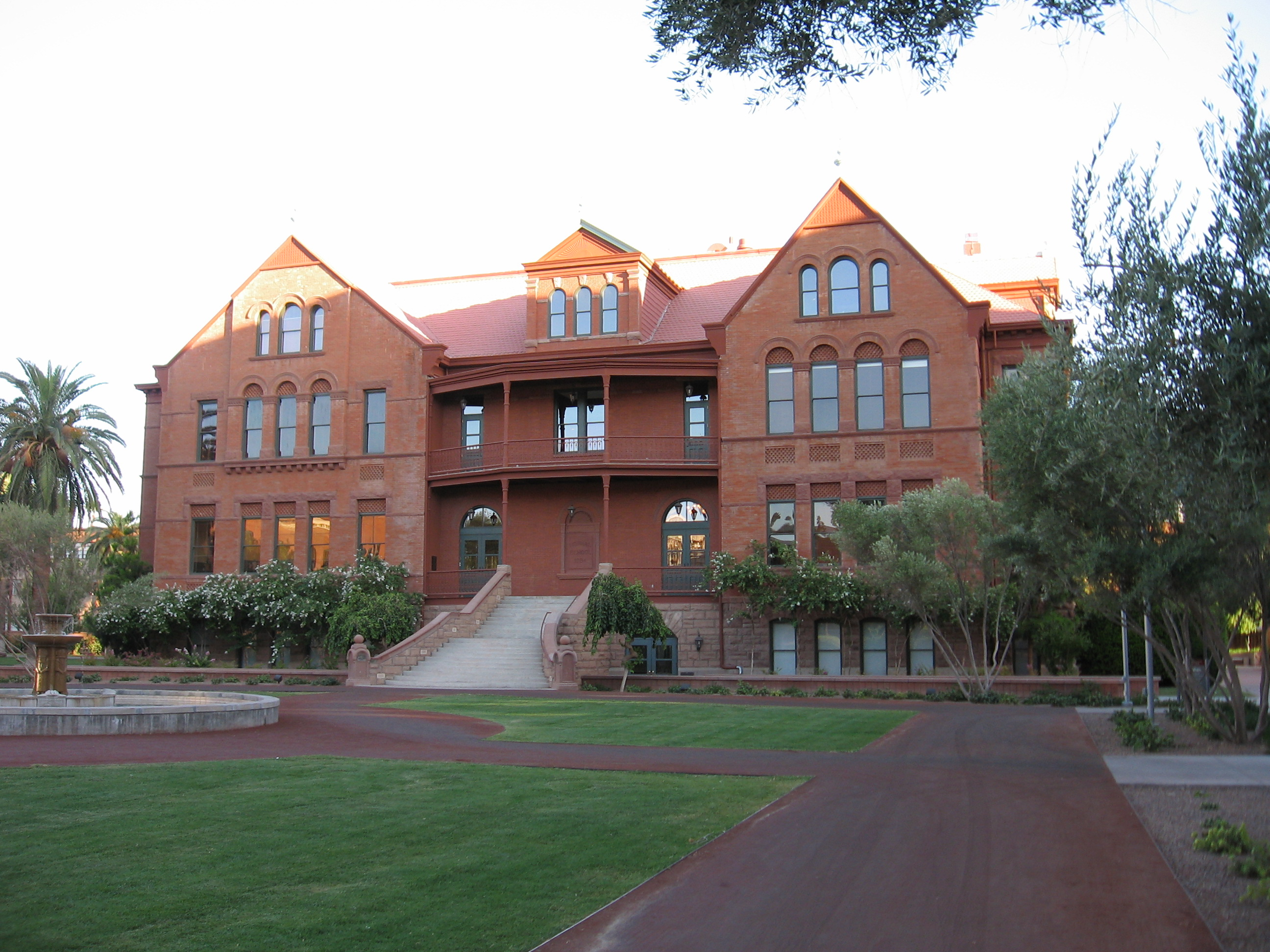
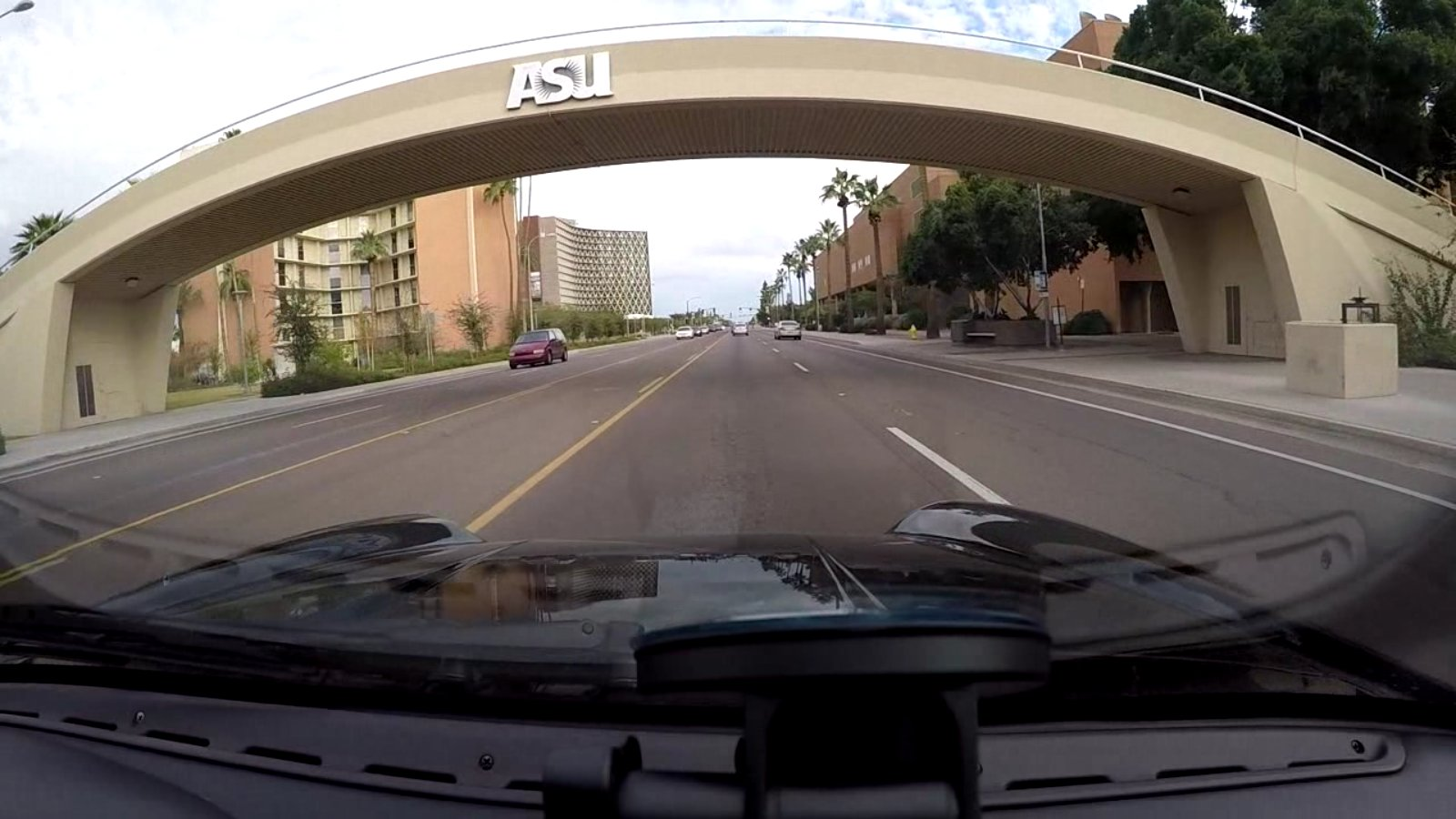

## وصلات خارجية
- الموقع الإلكتروني